# Xhevdet Ferri
Xhevdet Ferri (ur. 26 listopada 1960 w Durrësie, zm. 16 stycznia 2020 w Tiranie) – albański aktor i reżyser.

## Życiorys
W 1982 ukończył studia na wydziale sztuk scenicznych Instytutu Sztuk w Tiranie. Po studiach pracował w Instytucie, gdzie z czasem objął stanowisko dziekana wydziału aktorskiego. Równocześnie występował na scenie teatru im. Aleksandra Moissiu w Durrës. W latach 80. pełnił funkcję dyrektora Narodowego Centrum Kinematografii. W latach 1999–2001 kierował Teatrem Narodowym w Tiranie. W roku 2004 objął stanowisko dyrektora Teatru Narodowego w Tiranie, w którym grał i reżyserował spektakle. Pracował także jako wykładowca w prywatnej szkole filmowej „Marubi”.
Na dużym ekranie zadebiutował w 1980 rolą Marko w filmie Vëllezër dhe shokë. Potem zagrał jeszcze w siedemnastu filmach fabularnych. Za rolę Goriego w filmie Dhe vjen nje dite został wyróżniony na Festiwalu Filmów Albańskich w Tiranie, w roku 1987.
Był mężem aktorki Rozety Ferri, z którą miał córkę Borę. W 2024 został uhonorowany pośmiertnie tytułem Honorowego Obywatela Durrës.

## Filmografia
- 1980: Vëllezër dhe shokë jako narzeczony Marko
- 1980: Sketerre 43 jako Arjan
- 1981: Gjurmë në kaltërsi jako Astrit
- 1982: Besa e kuqe jako Pali
- 1982: Era e ngrohtë e thellësive jako Arben Bano
- 1984: Fushë e blertë, fushë e kuqe jako Petrit
- 1984: Vendimi jako Sadri
- 1985: Hije, që mbeten pas jako Agron
- 1986: Dhe vjen një ditë jako Gori
- 1987: Përrallë nga e Kaluara jako Trimi, narzeczony Marigo
- 1988: Treni niset më shtatë pa pesë jako Martin
- 1990: Vitet e pritjes jako Gjon Kodri
- 1994: Loin des barbares jako uchodźca
- 1998: Dasma e Sakos jako Sako
- 2006: Gjoleka, djali i abazit jako kierowca autobusu
- 2008: Time of the Comet jako ojciec Agnes
- 2009: Gjallë! jako Zef
- 2012: Në kërkim te kujt jako prokurator
- 2018: Delegacja jako Asllan